# نیستان (طبس)
نیستان، روستایی است از توابع بخش دیهوک و در شهرستان طبس استان خراسان جنوبی ایران.

## جمعیت
این روستا در دهستان دیهوک قرار داشته و بر اساس سرشماری سال ۱۳۸۵ جمعیت آن (۸خانوار) ۱۹نفر
بوده است.